# Plancherine
Plancherine est une commune française située dans le département de la Savoie, en région Auvergne-Rhône-Alpes.

## Urbanisme

### Typologie
Au 1er janvier 2024, Plancherine est catégorisée ceinture urbaine, selon la nouvelle grille communale de densité à sept niveaux définie par l'Insee en 2022.
Elle appartient à l'unité urbaine d'Albertville, une agglomération intra-départementale regroupant 17  communes, dont elle est une commune de la banlieue,,. Par ailleurs la commune fait partie de l'aire d'attraction d'Albertville, dont elle est une commune de la couronne,. Cette aire, qui regroupe 30 communes, est catégorisée dans les aires de 50 000 à moins de 200 000 habitants,.

### Occupation des sols

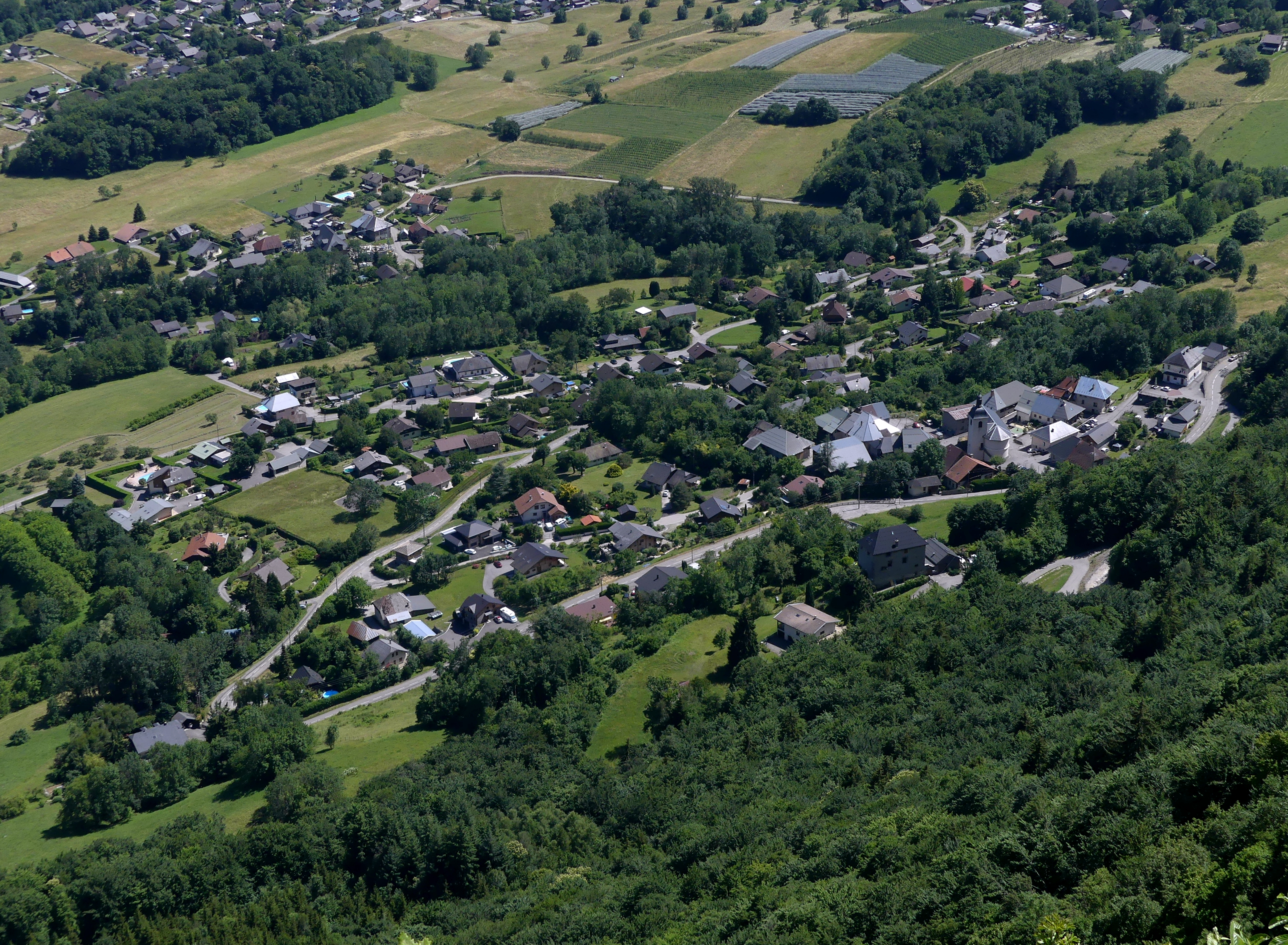
Plancherine vu du fort de Tamié.

L'occupation des sols de la commune, telle qu'elle ressort de la base de données européenne d’occupation biophysique des sols Corine Land Cover (CLC), est marquée par l'importance des forêts et milieux semi-naturels (74,4 % en 2018), en diminution par rapport à 1990 (76,9 %). La répartition détaillée en 2018 est la suivante : 
forêts (60 %), prairies (15,8 %), milieux à végétation arbustive et/ou herbacée (12,3 %), zones agricoles hétérogènes (6,1 %), zones urbanisées (3,7 %), espaces ouverts, sans ou avec peu de végétation (2,1 %).
L'IGN met par ailleurs à disposition un outil en ligne permettant de comparer l’évolution dans le temps de l’occupation des sols de la commune (ou de territoires à des échelles différentes). Plusieurs époques sont accessibles sous forme de cartes ou photos aériennes : la carte de Cassini (XVIIIe siècle), la carte d'état-major (1820-1866) et la période actuelle (1950 à aujourd'hui).

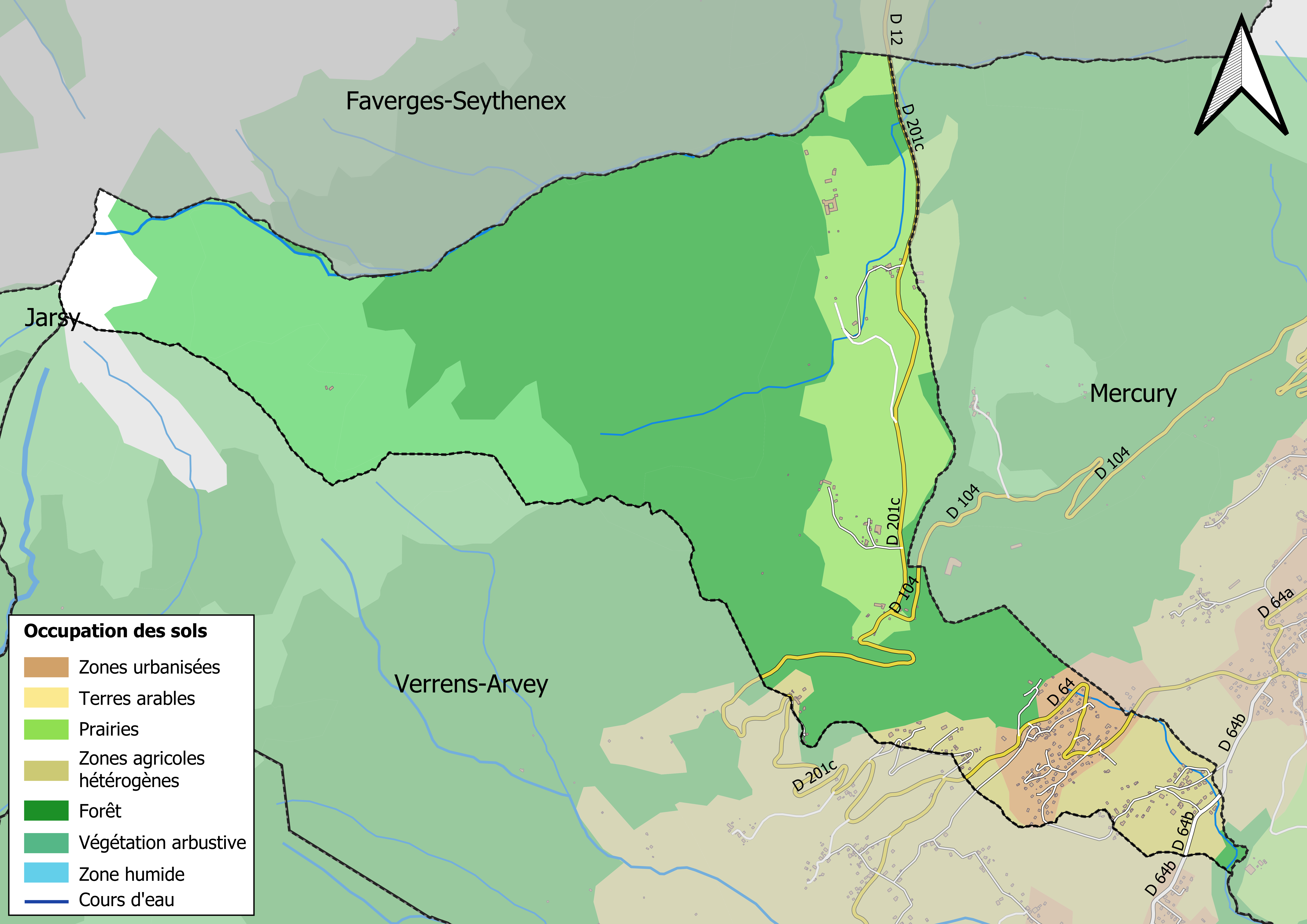
Carte des infrastructures et de l'occupation des sols en 2018 (CLC) de la commune.
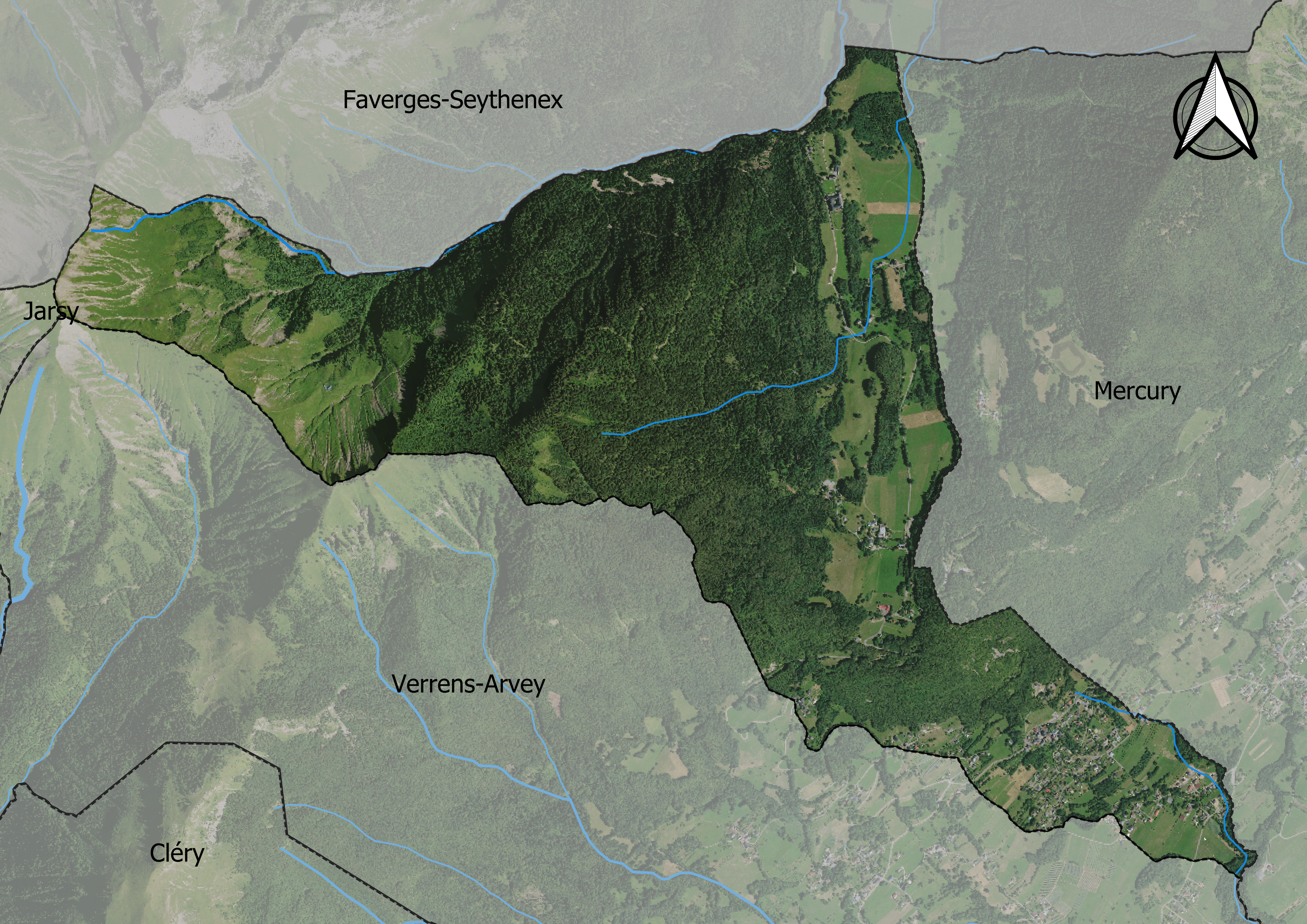
Carte orthophotogrammétrique de la commune.

## Toponymie
En francoprovençal, le nom de la commune s'écrit Plastarna, selon la graphie de Conflans.

## Politique et administration
| Période                                  | Période  | Identité            | Étiquette | Qualité |
| ---------------------------------------- | -------- | ------------------- | --------- | ------- |
| mars 2001                                | En cours | Jean-Pierre Fazzari |           |         |
| Les données manquantes sont à compléter. |          |                     |           |         |

## Population et société

### Démographie
L'évolution du nombre d'habitants est connue à travers les recensements de la population effectués dans la commune depuis 1793. Pour les communes de moins de 10 000 habitants, une enquête de recensement portant sur toute la population est réalisée tous les cinq ans, les populations de référence des années intermédiaires étant quant à elles estimées par interpolation ou extrapolation. Pour la commune, le premier recensement exhaustif entrant dans le cadre du nouveau dispositif a été réalisé en 2004.

En 2022, la commune comptait 462 habitants, en évolution de +7,19 % par rapport à 2016 (Savoie : +3,63 %, France hors Mayotte : +2,11 %).
| 1793 | 1800 | 1806 | 1822 | 1838 | 1848 | 1858 | 1861 | 1866 |
| ---- | ---- | ---- | ---- | ---- | ---- | ---- | ---- | ---- |
| 277  | 267  | 352  | 325  | 354  | 377  | 320  | 329  | 308  |

| 1872 | 1876 | 1881 | 1886 | 1891 | 1896 | 1901 | 1906 | 1911 |
| ---- | ---- | ---- | ---- | ---- | ---- | ---- | ---- | ---- |
| 348  | 425  | 300  | 294  | 263  | 265  | 233  | 240  | 236  |

| 1921 | 1926 | 1931 | 1936 | 1946 | 1954 | 1962 | 1968 | 1975 |
| ---- | ---- | ---- | ---- | ---- | ---- | ---- | ---- | ---- |
| 212  | 185  | 173  | 205  | 182  | 157  | 187  | 221  | 150  |

| 1982 | 1990 | 1999 | 2004 | 2006 | 2009 | 2014 | 2019 | 2022 |
| ---- | ---- | ---- | ---- | ---- | ---- | ---- | ---- | ---- |
| 207  | 231  | 297  | 352  | 359  | 413  | 427  | 454  | 462  |

### Manifestations culturelles et festivités
Tous les ans, les habitants de la commune se réunissent autour d’un vieux four banal pour la fête du pain. Ils font cuire du pain et des gâteaux.

## Culture locale et patrimoine

### Lieux et monuments

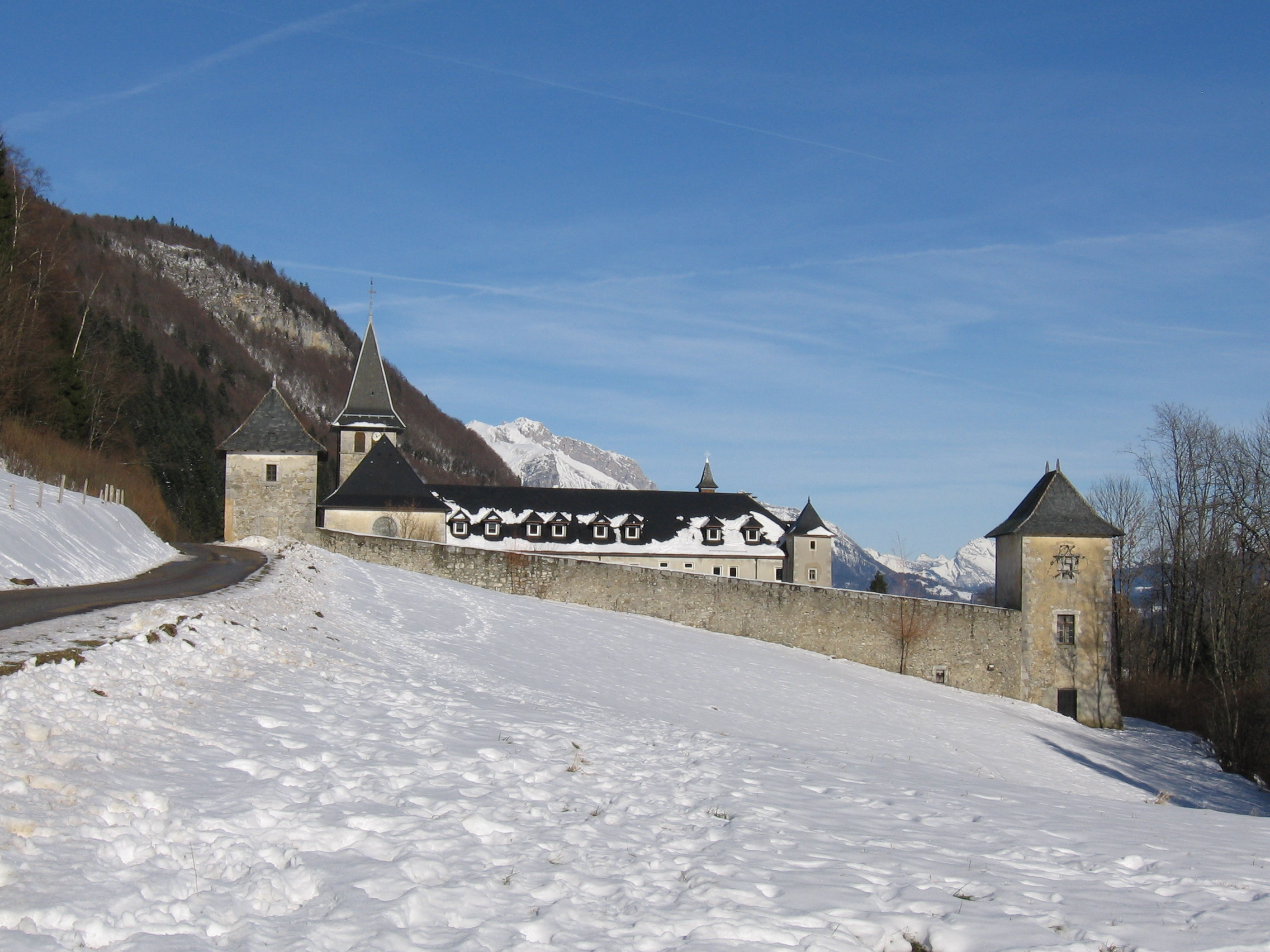
Abbaye de Tamié en hiver.

- Tour Gaillarde ou tour de Plancherine

La tour Gaillarde ou tour de Plancherine est une ancienne maison forte du XIVe siècle.
- L'abbaye Notre-Dame de Tamié a été fondée en 1132. Cependant, les bâtiments actuels datent de la fin du XVIIe siècle et sont occupés par des moines trappistes depuis 1860. Seule l'église se visite. Les moines produisent leur célèbre tome de l'abbaye de Tamié qu'ils vendent dans la boutique du monastère et dans de nombreux magasins de la région.
- Le centre de vacances des Florimontains, colonie de vacances créée en 1925 par Bernard Ferrand, continue à accueillir chaque été de nombreux enfants venant de toute la France dans le cadre de séjours thématiques[12]. L'association axe aujourd'hui ses activités autour de l'éducation populaire et du tourisme social et solidaire[13].